# Цикли прелюдій Бориса Лятошинського
Борис Лятошинський є автором трьох циклів прелюдій:
- Три прелюдії op. 38
- Дві прелюдії op. 38 bis
- П'ять прелюдій op. 44

Усі ці цикли між собою споріднені, оскільки прелюдії, які їх складають, композитор написав приблизно в один час (воєнні роки), і на час створення цих прелюдій Лятошинський в деяких випадках планував інший поділ на опуси (цикли), ніж той, який він обрав згодом за остаточний.

## Історія створення
Перші фортепіанні твори Борис Лятошинський написав ще в зовсім юному віці — 15 років. Серед ранніх творів є і Прелюдія соль-дієз мінор (завершена 24 січня 1914), а також Траурна прелюдія (завершена 19 жовтня 1920). Подальші твори цього жанру композитор об'єднував у цикли.
П'єси, які складають ці цикли, композитор написав у час Другої світової війни, протягом 1942—43 рр. В цей період Лятошинський перебував у Саратові, куди була частково евакуйована кафедра композиції Московської консерваторії; Лятошинський провадив там викладацьку роботу. Композитор в той час також брав участь у роботі організованої в Саратові радіостанції ім. Тараса Шевченка. Окрім Прелюдій протягом цих років він написав ще ряд значних творів, зокрема «Український квінтет», Сюїту для квартету дерев'яних духових інструментів, Четвертий струнний квартет, Тріо №2, Сюїту на українські народні теми для струнного квартету, ряд романсів на слова Максима Рильського і Володимира Сосюри, створив велику кількість аранжувань українських народних пісень.
Серед рукописів Лятошинського того періоду є 8 фортепіанних прелюдій, а також ще 2 вважаються втраченими. Рукописи цих п'єс позначені римськими цифрами парами:
- I — дві прелюдії
- ІІ — дві прелюдії
- III — дві прелюдії
- V — дві прелюдії

Очевидно, композитор уже при створенні уявляв ці твори частиною циклу. Згодом композитор переосмислив групування й нумерацію прелюдій, і таким чином утворилось кілька циклів прелюдій, і щонайменше дві із них увійшло в цикл П'ять прелюдій op. 44:
- Три прелюдії op. 38
  1. Andante sostenuto (прелюдія, яка в рукописі була також позначена римською I)
  2. Lento tenebroso (початково II)
  3. Moderato con moto (початково також II)
- Дві прелюдії op. 38 bis[4]
  1. Allegro tumultuoso (початково III)
  2. Allegro resoluto
- П'ять прелюдій op. 44
  1. Lugubre ma non troppo lento
  2. Lento e tranquillo
  3. Allegro agitato (початково III)
  4. Andante sostenuto
  5. Impetuoso (початково V)

Отже усі прелюдії були написані приблизно в один час — період війни, і їхня музика зберігає глибокий трагізм війни як явища.